# Угорська революція (1956)
Угорська революція 1956 року (угор. 1956-os forradalom; Угорське повстання, Будапештський заколот) — повстання 1956 року в Угорській Народній Республіці, придушене радянськими військами за участі органів державної безпеки Угорщини ÁVH (угор. Államvédelmi Hatóság) — аналога КДБ СРСР.
Наслідком кривавих подій у Будапешті була масова еміграція угорців і втрата престижу Радянського Союзу серед інтелектуалів Заходу, чимало з яких вийшли з комуністичних партій своїх країн, вражені наочним прикладом російського імперіалізму у його «радянській», «комуністичній» формі. У сучасній Угорщині день, коли розпочалася революція, 23 жовтня, став державним святом.

## Загальна характеристика подій
Повстання розпочалося 23 жовтня 1956 року маршем протесту студентів та представників інтелігенції в Будапешті, який переріс спочатку в зіткнення, а потім у збройне протистояння між демонстрантами та службою угорської держбезпеки ÁVH. Під владою повстанців опинилося багато районів Угорської Народної Республіки та кілька урядових організацій, що дозволило їм ввести зміни в закони на підконтрольних територіях.
У методах збройної та політичної боротьби серед протестувальників не було одностайності. Наприклад, у питанні щодо агентів спецслужб помірковане крило повсталих (Рада робітників і рада студентів) було налаштоване на судове переслідування, а ультранаціоналістичні групи, наприклад, група Йожефа Дудаша (угор. József Dudás) страчували їх на місці.
Під тиском вимог повсталих Угорська партія трудящих (УПТ) (угор. Magyar Dolgozók Pártja) поставила на місце прем'єр-міністра популярного опального реформатора Імре Надя. Після домовленості з радянською стороною про припинення вогню, Надь заявив про намір вийти з Варшавського Договору.
Радянські війська втручалися двічі, обидва рази для допомоги комуністичному режимові, що притримувався курсу на збереження участі Угорської Народної Республіки у Варшавському договорі. Вони підтримали як режим, скасований 23 жовтня, так і нове прорадянське керівництво, сформоване 3 листопада.
Перший раз радянські війська кинуто «для наведення порядку» після того, як 23 жовтня угорська ÁVH почала стріляти в протестувальників. Озброєна протидія повстанців та знесилення Угорської партії трудящих призвели до домовленості про припинення вогню між двома сторонами до 1 листопада 1956 року.
Другий раз, у ніч на 4 листопада, радянська армія, узгодивши дії з новим урядом Яноша Кадара, почала артилерійський обстріл та завдала авіаційного удару й піхотно-танкового нападу на Будапешт. Певною мірою радянському втручанню допомагала реорганізована урядом Кадара ÁVH. Повстання було повністю придушене до січня 1957 року.
Під час повстання загинули тисячі угорських повстанців та сотні радянських військовиків і значно більше людей отримали поранення. Майже 200 000 мешканців залишили Угорську Народну Республіку як біженці. Ця подія мала тяжкі наслідки для комуністів західних країн. Багато тих, хто раніше симпатизував Радянському Союзу, почали критикувати його дії.

## Сили сторін
У повстанні взяли участь більш ніж 50 тис. повстанців і 15 тис. озброєних загонів національної гвардії, що мали до 100 танків. За оцінками ООН його придушено 75—200 тис. радянських військ і 2500 танками, якими командував сталінський генерал, один із винуватців[джерело?] масових зґвалтувань цивільного населення в окупованому Берліні Іван Конєв. За оцінками російських істориків, радянських військ було 31 тис. із підтримкою частин угорської народної армії (25 тис.) та угорських органів державної безпеки (1,5 тис.). Було 1130 танків і САУ. Російські історики наводять радянські частини та з'єднання, що брали участь у подіях:
- Особливий корпус: 2-га гвардійська механізована дивізія (Миколаївсько-Будапеська), 11-та гвардійська механізована дивізія (після 1957 р. — 30-та гвардійська танкова дивізія), 17-та гвардійська механізована дивізія (Єнакіївсько-Дунайська), 33-тя гвардійська механізована дивізія (Херсонська), 128-ма гвардійська стрілецька (мотострілецька) дивізія, 7-ма гвардійська повітряно-десантна дивізія, 80-й парашутно-десантний полк, 108-й парашутно-десантний полк.
- 31-ша гвардійська повітряно-десантна дивізія: 114-й і 381-й парашутно-десантні полки.
- 8-ма механізована армія Прикарпатського військового округу (після 1957 р. — 8-ма танкова армія).
- 38-ма армія Прикарпатського військового округу: 13-та гвардійська механізована дивізія (Полтавська) (після 1957 р. — 21-ша гвардійська танкова дивізія), 27-ма механізована дивізія (Черкаська) (після 1957 р. — 27-ма мотострілецька дивізія).

На думку російських істориків, разом в операції брало участь 31550 військовиків особового складу, 1130 танків і самохідних артилерійських установок, 615 артилерійських установок і мінометів, 185 зенітних установок, 380 бронетранспортерів, 3830 автомобілів.

## Хронологія революції

### Передісторія
Під час Другої світової війни у вересні 1944 року Червона армія вступила на угорську землю. На початку квітня 1945 всю територію Угорського королівства було окуповано.
Під контролем радянської адміністрації створено нові органи державної влади. Спочатку вони мали коаліційний характер, але все більшу роль у них відігравали комуністи. У 1947—1948 роках компартія Угорщини (з червня 1948 — Угорська партія трудящих) під керівництвом її генерального секретаря Матяша Ракоші нейтралізувала шляхом терору своїх політичних опонентів і остаточно захопила владу в країні. В Угорщині була встановлена комуністична диктатура на чолі з Ракоші. Реальну основу комуністичного режиму становили радянські війська, які залишались у країні після війни. У країні запанував політичний терор. З 1952 по 1955 роки судовим і поліцейським переслідуванням піддано понад мільйон громадян (10 % населення). У країні зросла кількість підпільних антикомуністичних організацій.
Комуністична влада поспішала заволодіти всіма важелями економіки. Протягом 1947—1949 рр. було націоналізовано банки, середні й дрібні підприємства. Одночасно розпочато колективізацію сільського господарства, що проводилася насильницькими методами. Було введено п'ятирічний план. З 1949 по 1953 роки рівень життя в Угорській Народній Республіці впав на 17—20 %. Денний заробіток селянина був недостатній, щоб купити й кілограм хліба. На 1956 рік 30 % населення було на межі, а 55 % — за межею бідності. Шахрайство охопило всю Угорську Народну Республіку, в ньому народ вбачав додатковий заробіток. Подекуди спалахували страйки проти низької зарплати, робочої норми, нестачі їжі.
У 1949 році лідер угорської католицької церкви, кардинал Йожеф Міндсенті, був заарештований і засуджений до довічного ув'язнення за державну зраду.
Внутрішньопартійна боротьба в УПТ між сталіністами і прихильниками реформ розгорнулася після смерті Сталіна у 1953 році і посилилася з початку 1956 року. Імре Надь, який обіймав посаду прем'єр-міністра 1953—1955 роках, був репресований за реформаторські погляди. 8 липня міністр держбезпеки Ерне Ґере зустрівся напряму з послом СРСР в Угорській Народній Республіці Юрієм Андроповим і розповів «про наростання суспільно-політичної кризи в Угорщині». Те ж саме член Президії ЦК КПРС А. І. Мікоян в присутності Андропова почув і від Ракоші. 18 липня Ракоші був замінений на Ґере на посту першого секретаря ЦК УПТ.
Відставка Ракоші, а також познанське повстання 1956 року в Польській Народній Республіці, призвели до зростання політичної активності серед студентства та інтелігенції. З середини року почав активно діяти «Гурток Петефі», в якому обговорювалися найгостріші проблеми, які тоді стояли перед Угорською Народною Республікою. 6 жовтня страчений урядом Ласло Райк був перепохований з почестями. Пізніше в цьому ж місяці Імре Надь був реабілітований до повноправного членства в УПТ.
16 жовтня студенти університету в Сегеді організовано вийшли з комуністичної «Демократичної спілки молоді» (угорського аналога комсомолу) і відродили «Спілку студентів угорських університетів та академій», яка після війни була розігнана урядом. Протягом декількох днів відділення спілки з'явилися в Печі, Мішкольці та інших угорських містах. До руху приєдналися студенти Будапештського університету будівельної промисловості (тепер Будапештський Технологічний університет).
У президії ЦК КПРС уважно слідкували за тим, що відбувалося в Угорській Народній Республіці. 20 жовтня, після інформації про поїздку до Польської Народної Республіки на VIII пленум ЦК ПОРП радянської делегації на чолі з Хрущовим, заслухали питання про стан в Угорській Народній Республіці. Було запропоновано знову направити в Угорську Народну Республіку Мікояна, Жукову та Мікояну запропонували повернути солдатів у свої частини. Було вирішено відкликати з Угорської Народної Республіки радників КДБ. Ця пропозиція враховувала досвід залагодження відносин із Польською Народною Республікою.
22 жовтня студенти сформулювали перелік з 16 вимог до органів влади і запланували на 23 жовтня марш протесту від пам'ятника національному герою Юзефу Бему до пам'ятника революційному поету Шандору Петефі. Основними вимогами повстанців були:
1. Виведення радянських військ з країни
2. Вибори до Угорської партії трудящих
3. Нова влада на чолі з Імре Надем
4. Всенародні вибори
5. Повна реорганізація економіки під керівництвом фахівців
6. Право на страйк
7. Повна ревізія індустріальних норм та негайне і радикальне врегулювання заробітної плати
8. Вільна преса і радіо
9. Скасування ÁVH

### 23 жовтня

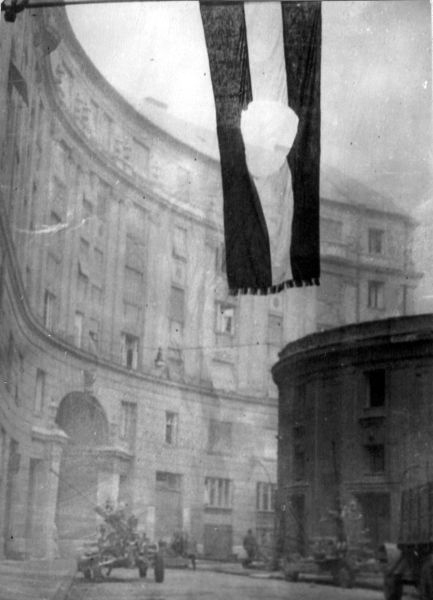
Прапор Угорщини з вирізаним комуністичним гербом. Прапор з отвором став символом революції.

О 3 годині дня біля пам'ятника Бему почалася демонстрація, в якій взяли участь близько 200 тис. людей — студентів та представників інтелігенції. Спочатку демонстранти несли червоні прапори і транспаранти, на яких були написані гасла про радянсько-угорську дружбу, але з вимогами про включення Імре Надя до складу уряду та іншими наведеними вище вимогами.
Петер Вереш, голова Спілки письменників, прочитав натовпу маніфест, а студенти зачитали своє проголошення, а потім натовп скандував заборонену «Національну пісню», в якій говориться: «ми більше не будемо залишатися рабами». Хтось у натовпі зняв офіційний угорський прапор з установи і вирвав з його середини комуністичний герб — так з'явився прапор революції. Згодом більшість з натовпу перейшла мостом через Дунай, щоб приєднатися до демонстрантів, зібраних навколо парламенту.
На площах Будапешта Ясаі, Марі, П'ятнадцятого березня, на вулицях Кошута і Ракоці до демонстрантів приєднувалися радикальніше налаштовані групи. Вони вимагали відновлення старої угорської національної емблеми, старого угорського національного свята замість дня звільнення від фашизму, скасування військового навчання та уроків російської мови. Крім цього були висунуті вимоги проведення вільних виборів і виводу радянських військ з Угорської Народної Республіки.
О 8-й годині вечора Ерне Ґере по радіо різко засудив демонстрантів. У відповідь на це велика група демонстрантів спробувала зайняти будинок радіо з вимогою передати в ефір програмні вимоги демонстрантів. Ця спроба призвела до зіткнення з підрозділами угорської держбезпеки, в ході якого після 9 години вечора з'явилися перші вбиті та поранені. Група повстанців проникла на територію казарми Кіліана, де розташовувалися три будівельних батальйони, і захопила їхню зброю. Багато будапештців самі приєдналися до повстанців.
Запеклий бій у будинку радіо і навколо нього тривав усю ніч. Потім начальник Головного управління поліції Будапешта підполковник Шандор Копачі розпорядився у повстанців не стріляти, в їхні дії не втручатися. Він беззастережно виконав вимоги зібраного перед управлінням натовпу про звільнення ув'язнених і зняття червоних зірок з фасаду будівлі.
Об 11-й вечора на підставі рішення Президії ЦК КПРС начальник генштабу збройних сил СРСР маршал Соколовський наказав командиру так званого Особливого корпусу радянських військ почати висування в Будапешт для надання допомоги угорським військам «у відновленні порядку і створенні умов для мирної творчої праці». З'єднання та частини Особливого корпусу прибули в Будапешт до 6-ї години ранку і вступили в бої з повстанцями.
У ніч на 23 жовтня 1956 року керівництвом УПТ було ухвалено рішення призначити прем'єр-міністром Імре Надя. Його нерідко звинувачували в тому, що формальне прохання до радянських військ надати допомогу в придушенні повстання було послане не без його участі. Прихильники стверджують, що це рішення було ухвалене за його спиною Ґере та колишнім прем'єр-міністром Хеґедюшем, а сам Надь був противником залучення радянських військ.
За джерелами з обох боків, вночі Хрущов запитав по телефону Ґере, чи дає він згоду на введення військ в Будапешт. Ґере промовчав. Війська ввели 24 жовтня о 2 години ночі, не чекаючи офіційного запрошення угорської сторони, його потім оформили заднім числом.

### 24 жовтня
У ніч на 24 жовтня в Будапешт були введені близько 6 тис. військовослужбовців радянської армії, 290 танків, 120 БТР, 156 гармат. Увечері до них приєдналися частини 3-го стрілецького корпусу Угорської Народної Армії.
До Будапешта прибули члени Президії ЦК КПРС А. І. Мікоян і М. А. Суслов, голова КДБ І. А. Сєров, заступник начальника Генштабу генерал армії М. С. Малінін.

### 25 жовтня
Вранці до міста підійшла 33-я гвардійська механізована дивізія, ввечері — 128-а гвардійська стрілецька дивізія, влившись в Особливий корпус. У цей час під час мітингу біля будинку парламенту стався інцидент: з верхніх поверхів був відкритий вогонь, в результаті чого загинув радянський офіцер і спалено танк. У відповідь на це радянські війська відкрили вогонь по маніфестантах, у результаті з обох сторін було вбито 61 особу і 284 було поранено.

### 28 жовтня
Імре Надь виступив по радіо і заявив, що «уряд засуджує погляди, згідно з якими народний рух розглядається як контрреволюція». Уряд оголосив про припинення вогню та про початок переговорів з СРСР про виведення радянських військ з Угорської Народної Республіки.
У Москві на засіданні президії ЦК КПРС маршал Жуков запропонував утриматися від придушення вогнища опору в казармах «Кіліан» і в кінотеатрі «Корвін», розташованих у житлових кварталах. Іншої думки були Ворошилов, Молотов і Булганін. Вони звинуватили Мікояна і Суслова в поступливості.

### 30 жовтня
Вранці всі радянські війська були виведені в місця дислокації. Радянським військовослужбовцям наказом від 30 жовтня було заборонено відкривати у відповідь вогонь, «піддаватися на провокації» і виходити за розташування частини. Бойові дії практично припинилися і багато хто з угорців вважав, що радянські військові підрозділи мали залишити Угорську Народну Республіку.
Деякі в'язниці, пов'язані з репресивною ÁVH, були захоплені повстанцями. Охорона опору практично не чинила і частково розбіглася. З в'язниць було випущено більше восьми тисяч політв'язнів, в першу чергу кардинала Міндсенті.
Гвардійці генерала Бели Кірая і загони Дудаша стратили 37 комуністів, співробітників держбезпеки та угорських військових, які відмовилися їм підкоритися. У Будапешті повстанці атакували будинок міськкому партії, після захоплення якого всіх його захисників розстріляли. Розгортання кримінальними елементами «білого терору» було використано Москвою як безпосередній привід для другої військової інтервенції.
Загалом з перемир'ям масовим тиражем вийшли газети і відновила свою роботу низка організацій. На місцях профспілками почали створюватися робочі і місцеві ради, що не підкоряються владі і не контрольовані УПТ. УПТ розпалася, а замість неї була створена Угорська соціалістична робітнича партія (УСРП) на чолі з Яношем Кадаром. Уряд Імре Надя ухвалив рішення про відновлення в Угорській Народній Республіці багатопартійної системи. Було оголошено про можливість проведення вільних виборів.
На засіданні президії ЦК КПРС Хрущов вніс пропозицію про виведення радянських військ з країн «народної демократії». Його підтримали Шепілов, Сабуров і Жуков. Жуков сказав, що якщо буде потрібно, то слід вивести війська з Угорської Народної Республіки, а от війська в НДР і Польської Народної Республіки — це питання серйозніше.

### 31 жовтня
Цього дня британські та французькі війська почали бойові дії проти Республіки Єгипет. Після того, як про це повідомили Хрущова, він заявив на засіданні політбюро 
|  | Перевірити оцінку. Війська не виводити з Угорщини і Будапешта і проявити ініціативу в наведенні порядку в Угорщині. Якщо ми підемо з Угорщини, це збадьорить американських, англійських та французьких імперіалістів. Вони зрозуміють це як нашу слабкість і будуть наступати. |

Під приводом передислокації радянських військ до Угорської Народної Республіки почали вводити нові військові з'єднання з території СРСР.

### 1 листопада
У першій половині дня 1 листопада Надь узяв на себе пряму відповідальність за іноземні справи. Він сказав Андропову, що отримав достовірну інформацію про вступ нових радянських військових підрозділів в Угорську Народну Республіку і це є порушенням Варшавського договору. Відповідь була «Це якесь непорозуміння». Пізніше того ж дня радянський посол заявив, що радянські війська перетнули кордон лише для захисту радянського цивільного населення в Угорській Народній Республіці. Угорський уряд ухвалив рішення про вихід з Організації Варшавського договору, і Надь проінформував Генерального Секретаря ООН про нейтралітет країни.
У той час Янош Кадар закликав угорський народ підтримати зусилля уряду щодо консолідації суспільства. У своїй програмній промові він заявив, що УСРП захищатиме справу демократії і соціалізму, але з урахуванням особливостей країни.
Загони повстанців вирішили об'єднатись у Національну гвардію. Зберігаючи свою самобутність, вони вирішили, що членами її будуть тільки угорці й матимуть дозвіл на носіння зброї. Були здійснені заходи із захисту Будапешта на випадок «можливого зовнішнього нападу». Збройні загони почали патрулювали вулиці і найважливіші об'єкти. Бела Кірай очолив революційний комітет оборони. Чисельність особового складу угорських частин у Будапешті досягла 50 тисяч, і 15 тисяч входили до озброєних загонів національної гвардії. У повстанців було до 100 танків.

### 2 листопада
Уряд закликав членів ÁVH відзвітувати до прокуратури для відбору в нові органи поліції.
Тим часом радянське агентство новин ТАРС передрукувало з австрійської комуністичної газети «Oesterreichische Volksstimme» статтю про те, як ескадрильні літаки під прикриттям Червоного Хреста постійно перевозять з австрійських аеродромів до Будапешта сотні угорських солдатів з заходу, у тому числі колишніх офіцерів довоєнної армії Королівства Угорщина і сотні угорських солдатів і офіцерів, які служили в гітлерівській армії. Комісія ООН 1957 року з проблем Угорщини і майбутні історики не змогли знайти цьому підтвердження.

### 3 листопада
Велика кількість колишніх співробітників ÁVH звітувала до прокуратури. Австрійський уряд опротестував заяву ТАРС.
Створений коаліційний уряд з представників УСРП, Незалежної партії сільських землевласників, Національної селянської партії і відтвореної соціал-демократичної партії. Було оголошено про можливість проведення вільних виборів. Кілька комуністів були звільнені з постів, деяких з них вигнали зі їхніх кабінетів співробітники міністерств. По три міністерства було виділено комуністам, соціал-демократам і сільським землевласникам і два — селянській партії. Імре Надь став головою тимчасового уряду. Паль Малетер став міністром оборони.

### 4 листопада
Рано вранці 4 листопада розпочалося введення в Будапешт нових радянських військових частин під спільним командуванням маршала Жукова (з Москви) і маршала Конєва (на місці). Почалася операція «Вихор», за якої вже 4 листопада були захоплені основні об'єкти в Будапешті, і члени уряду Імре Надя сховалися в югославському посольстві. Однак загони угорської національної гвардії та окремі армійські підрозділи на боці повстанців продовжували чинити опір радянським військам. По радіо було передано звернення Імре Надя до угорського народу та світової громадськості від імені «законного демократичного уряду Угорщини»
Радянські війська завдавали тяжких артилерійських ударів і проводили наступальні «зачистки» силами піхоти за підтримки танків. Основними центрами опору стали робочі передмістя Будапешта, де місцеві ради зуміли очолити більш-менш організований опір. Не дивно, що саме ці райони міста піддалися найважчим масованим артобстрілам.
На 12 годину в Будапешті в південно-східній частині міста залишилося одне місце опору повстанців — у районі кінотеатру «Корвін». Радянські війська пред'явили ультиматум про капітуляцію, і, після відмови повстанців здатися, війська розпочали штурм.
Основні гарнізони угорських військ були заблоковані. Багато хто з них склав зброю без серйозного опору. Радянські війська почали повертати до командування угорських офіцерів, знятих повстанцями, а офіцерів, призначених замість знятих, заарештовувати.
Радянськими військами були зайняті угорські аеродроми і перекриті всі дороги на австро-угорському кордоні.

### Кінець
До 10 листопада робочі ради та студентські групи звернулися до радянського командування з пропозицією про припинення вогню. Збройний опір припинився. Прем'єр-міністра Імре Надя та дванадцять членів його уряду 22 листопада 1956 року обманним шляхом виманили з посольства Федеративної Народної Республіки Югославія, де вони сховалися. Їх під вартою відпровадили на територію Народної Республіки Румунія, місто Снагов. Після 10 листопада ще до середини грудня робочі ради продовжували свою роботу, нерідко виходячи на прямі переговори з командуванням радянських частин. Проте до 19 грудня 1956 року органами державної безпеки робочі ради були розсіяні, а їхні лідери заарештовані. За даними статистики, за період з 23 жовтня по 31 грудня 1956 року у зв'язку з повстанням і бойовими діями з обох сторін загинули 2652 угорських громадян, поранено 19226. Втрати радянської армії, за офіційними даними, склали 669 убитих, 51 безвісти зниклих, 1540 поранених.

## Наслідки та подальші події
Імре Надь з іншими були повернуті в Угорську Народну Республіку і над ними відбувся секретний суд. Надь і колишній міністр оборони Паль Малетер були засуджені до смертної кари за звинуваченням у державній зраді. Імре Надь був повішений 16 червня 1958 року. Всього за рішеннями суду було страчено, за окремими оцінками, близько 350 осіб. Близько 26 тис. людей зазнали судового переслідування, з них 13 тис. було засуджено до різних термінів ув'язнення. 846 заарештованих осіб було депортовано до СРСР у в'язниці для проведення слідчих дій.
Маршал Георгій Жуков «за придушення угорського фашистського заколоту» отримав 4-ту зірку Героя Радянського Союзу, голова КДБ Іван Сєров у грудні 1956 — орден Кутузова 1-го ступеня.
Угорці в масовому порядку емігрували — країну полишили майже 200 000 людей, для яких в Австрії довелося створити табори біженців в Трайскірхені і Граці. Приблизно десята частина з них опинилася згодом у США.
За допомогою радянського уряду головою угорського уряду був поставлений Янош Кадар. Масові арешти почалися наприкінці листопада. Почалася організація таборів для інтернованих, військові суди, вислання населення до Української РСР.
Жан-Поль Сартр, відвідавши Москву в 1957 році, сказав: 
|  | Праві політики нічого іншого від СРСР і не чекали. А для нас [лівих] це великий розлад |

.
Загальна амністія для учасників революції відбулася тільки у 1963 році. У листопаді 1956 року кардиналу Міндсенті було надано політичний притулок у Посольстві Сполучених Штатах в Будапешті, де він проживав протягом наступних п'ятнадцяти років, відмовляючись виходити в місто, поки уряд не скасує засудження за зраду. Через поганий стан здоров'я і на запит Ватикану він покинув Посольство США і переїхав до Австрії лише у вересні 1971 року.
16 червня 1989 року в Будапешті відбулося перепоховання Імре Надя і його соратників. У липні 1989 року їх реабілітовано Верховним Судом Угорщини. З 9 червня 2008 року протягом тижня Архівом Вільного суспільства та Інститутом революції 1956 року було проведено публічне прослуховування записів концептуального суду 50-річної давності.
2 травня 1990 року Державні збори Угорщини ухвалили закон «Про значення жовтневої революції 1956 року в боротьбі за свободу». День 23 жовтня було оголошено національним святом Угорщини.
У листопаді 1992 року президент Росії Борис Єльцин передав угорському урядові секретні документи, які потім у 1993 році були видані в Будапешті. Борис Єльцин офіційно вибачився перед угорським народом за радянську інтервенцію у виступі перед депутатами Державних зборів Угорщини.
13 травня 2014 року в Будапешті суд визнав винним у воєнних злочинах колишнього високопоставленого діяча Комуністичної партії Угорщини, 92-річного Белу Біску. Він також брав участь у придушенні антирадянського повстання в 1956 році. З огляду на вік комуністичного воєнного злочинця, суд покарав його лише 5,5 роками ув'язнення за участь у розстрілах мирних жителів під час радянсько-угорського придушення повстання в грудні 1956-го. Бела Біску займав пост міністра внутрішніх справ Угорщини з 1957 по 1961 рік. Біску також визнано винним в інших правопорушеннях, у тому числі в запереченні злочинів, вчинених комуністичним режимом.
21 жовтня 2024 року, Уряд Угорщини через відповідну заяву пресслужби підтвердив, що США надали дані про ймовірність провокацій із застосуванням зброї найближчими днями. Місцем проведення озброєних акцій можуть стати масові зібрання 23 жовтня до річниці Угорської революції 1956 року.

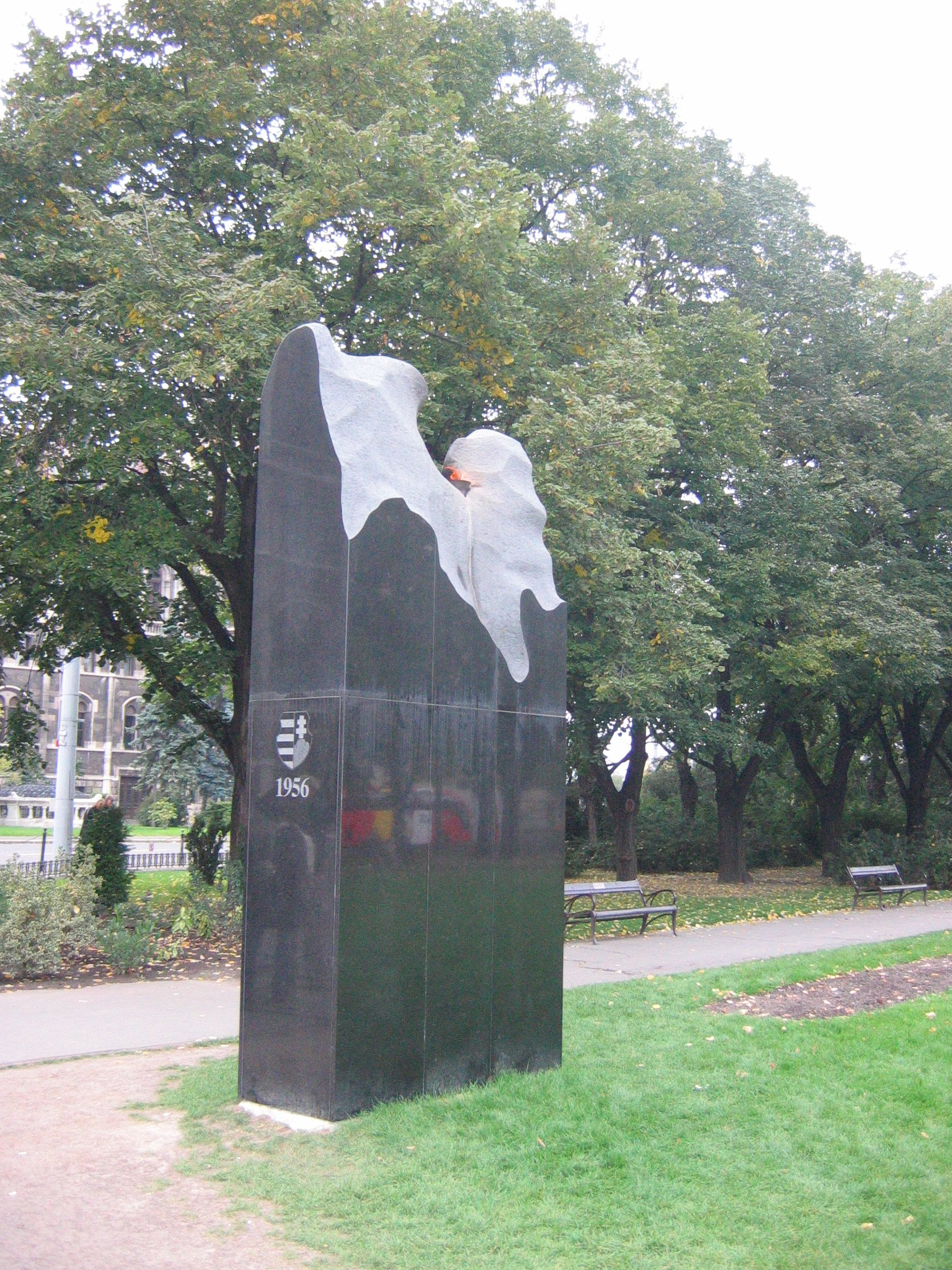
Монумент пам'яті події 1956 року біля парламентського будинку в Будапешті

## Українці в Угорській революції
Українці були з обох боків революції. Багато українців були призвані до лав радянської армії і служили в дивізіях, що окупували Угорщину.
3 колишніх членів Української Повстанської Армії в еміграції було створено кілька батальйонів добровольців, які вирушили до Будапешта і взяли участь у боях проти радянських окупаційних військ. Вони обороняли мости через Дунай, які об'єднують дві частини угорської столиці — Буду і Пешт. Більшість з них загинула.

## Джерела

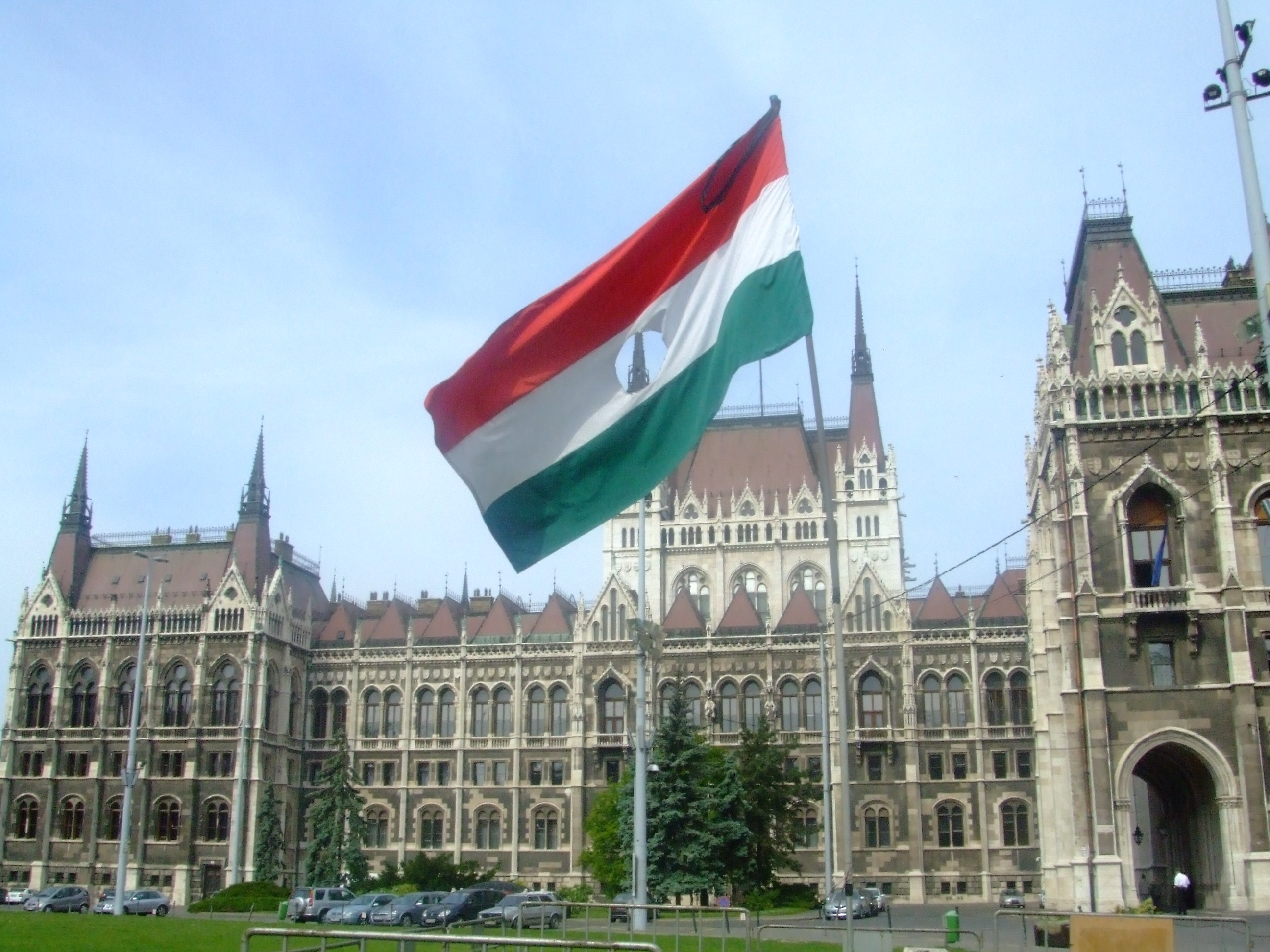
Прапор 1956 року над меморіалом жертвам угорської революції неподалік від угорського парламенту